# Cleora inornata
Cleora inornata är en fjärilsart som beskrevs av Fletcher 1953. Cleora inornata ingår i släktet Cleora och familjen mätare. Inga underarter finns listade i Catalogue of Life.